# Korczów
Korczów – wieś w Polsce położona w województwie lubelskim, w powiecie biłgorajskim, w gminie Biłgoraj.
Wieś jest sołectwem w gminie Biłgoraj. Według Narodowego Spisu Powszechnego z roku 2011 wieś liczyła 533 mieszkańców i była ósmą co do wielkości miejscowością gminy.
Wierni Kościoła rzymskokatolickiego należą do parafii św. Marii Magdaleny w Biłgoraju.

## Części wsi
| SIMC    | Nazwa    | Rodzaj    |
| ------- | -------- | --------- |
| 0886038 | Warszawa | część wsi |

## Historia
Wieś powstała przy trakcie pocztowym Biłgoraj-Tarnogród na początku XIX wieku. W połowie XIX wieku wchodziła w skład Gminy Księżpol i unickiej parafii Sól.
Podczas wojny obronnej Polski, w dniu 14 września 1939, wojsko niemieckie rozstrzelało tutaj 2 osoby. W tym czasie w okolicznym lesie przebywał szwadron konny płk Kazimierza Kosiarskiego z 5 Pułku Strzelców Konnych. W dniach 16-17 września, w czasie bitwy o Biłgoraj, przez Korczów prowadzone było niemieckie natarcie, mające na celu wyparcie wojsk polskich z miasta.
W październiku 1942 roku Niemcy rozstrzelali tu 2 Żydów z Tarnogrodu. W lipcu 1943 roku Niemcy zabili w Korczowie 10 Polaków.
W latach 1975–1998 miejscowość administracyjnie należała do województwa zamojskiego.